# Ankō
L'emperador Ankō (japonès: 安康天皇, Ankō-tennō) (401 — 24 de setembre del 456) va ser el 20è emperador llegendari del Japó, segons l'ordre tradicional de successió. L'emperador Ankō és el primer governant històric (segons l'acord general) de tot o una part del Japó.
No es poden assignar dates fermes a la vida o regnat d'aquest emperador, però convencionalment es considera que va regnar del 28 de febrer de 454 al 24 de setembre de 456.

## Història legendaria
Ankō va ser un monarca del segle V i el primer governant històric del Japó segons l'acord general. El regnat de l'emperador Kinmei (c. 509 - 571 dC), el 29è emperador, és el primer al qual la historiografia contemporània és capaç d'assignar-li dates verificables; tanmateix, els noms i dates acceptats convencionalment dels primers emperadors no es van confirmar com a "tradicionals" fins al regnat de l'emperador Kanmu (737–806), el 50è sobirà de la dinastia Yamato.
Segons el Kojiki i el Nihon Shoki, Ankō era el segon fill de l'emperador Ingyō, i el seu nom de naixement era Anaho (穴穂皇子). Després de la mort del seu pare, Anaho va haver de pugnar el tron amb el príncep Kinashi no Karu. Quan va poder governar va demanar que pengessin la princesa Karu no Ōiratsume per les seves accions i que exiliessin a Kinashi no Karu. El príncep hereu no va estar d'acord amb això i va intentar evitar que pengessin la princesa. Va reunir alguns dels seus seguidors més lleials que tampoc estaven d'acord amb la mort de la princesa per ajudar-lo a salvar-la. L'operació va ser un èxit, va poder alliberar a Karu no Ōiratsume i va matar la petita guarnició d'homes que la vigilaven. Tot i així, Anaho va poder agafar la princesa i li va posar l'espasa a la gola. Kinashi no Karu es va oferir en el seu lloc. i finalment va deixar que Anaho el derrotés a canvi de la vida de la princesa Karu no Ōiratsume.

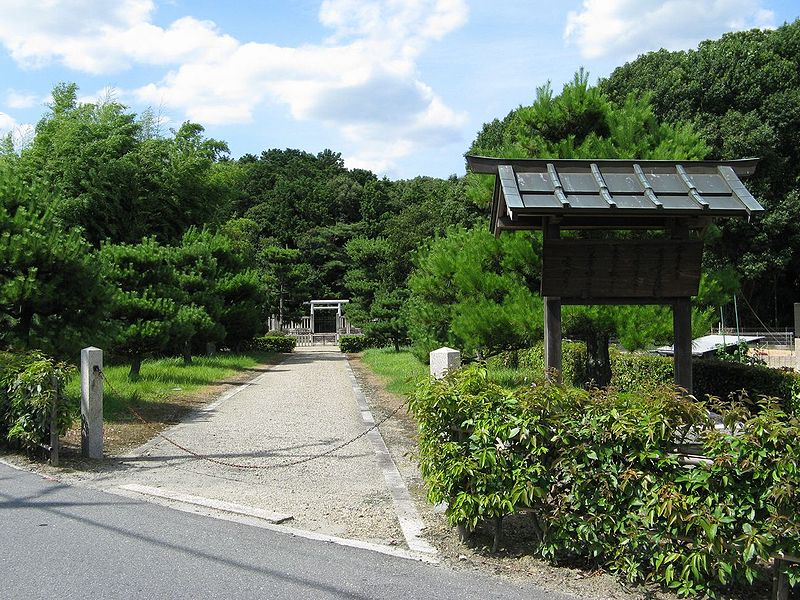
Santuari i mausoleu xintoïsta commemoratiu en honor a l'emperador Ankō.

El títol contemporani d'Ankō no hauria estat tennō, ja que la majoria dels historiadors creuen que aquest títol no es va introduir fins als regnats de l'emperador Tenmu i l'emperadriu Jitō. Se suposa que en aquella època se l'hauria anomenat Sumeramikoto o Amenoshita Shiroshimesu Ōkimi (治天下大王), que significa "el gran rei que ho governa tot sota el cel". Alternativament, Ankhō podria haver estat anomenat també ヤマト大王/大君 ("Gran Rei de Yamato").
Ankō va ser assassinat en el seu tercer any de regnat per Mayowa no Ōkimi (príncep Mayowa), en represàlia per l'execució del pare de Mayowa.
El lloc d'enterrament d'Ankō no es coneix. Tanmateix se l'ha venerat tradicionalment en un santuari xintoïsta commemoratiu (misasagi) a la prefectura de Nara. L'Agència de la Casa Imperial designa aquest lloc com el mausoleu d'Ankō, i formalment Sugawara no Fushimi no nishi misasagi.
La seva emperadriu era la princesa Nakashi (中磯皇女), filla de l'emperador Richu. No va tenir altres consorts ni cap fill.